# Castle Hackett
Castle Hackett, også kendt som Hackett Castle, er et beboelsestårn fra 1200-tallet, der ligger nedenfor Knockma hill, 10 km sydvest for Tuam, County Galway, Irland.
Det blev opført af Hackett-familien, en normannisk familie. Kirwans, en af stammerne Galway, bosatte sig her i 1400-tallet. Castlehacket-grenen af familien blev etableret i midten af 1600-tallet af Sir John Kirwan. Borgen blev forladt i 1700-tallet, og Kirwans-familien opført en ny 3-etagers bygning kaldet Castlehacket der blev brændt i 1923 under den irske borgerkrig, men blev genopført efterfølgende.